# كروسبي (دائرة انتخابية في المملكة المتحدة)
كروسبي  (بالإنجليزية: Crosby)‏ هي إحدى الدوائر الانتخابية في المملكة المتحدة الممثلة في مجلس العموم في برلمان المملكة المتحدة.
عضو البرلمان الذي يمثلها حالياً هو :Mrs Claire Curtis-Thomas (Lab).